# Halticoperla viridans
Halticoperla viridans är en bäcksländeart som beskrevs av Mclellan och Winterbourn 1968. Halticoperla viridans ingår i släktet Halticoperla och familjen Notonemouridae. Inga underarter finns listade i Catalogue of Life.